# Maboroshi
Maboroshi (アリスとテレスのまぼろし工場 Arisu to Teresu no Maboroshi Kōjō?, tdl. ‘La fábrica de ilusiones de Alice y Therese’) es una película de animación japonesa de 2023. Producida por MAPPA y distribuida por Warner Bros. Japan, la película está dirigida y escrita por Mari Okada. La película se estrenó en los cines japoneses en septiembre de 2023.

## Elenco de voces
| Personaje        | Japonés         | Inglés               |
| ---------------- | --------------- | -------------------- |
| Masamune Kikuiri | Junya Enoki     | Max Mittelman        |
| Atsumi Sagami    | Reina Ueda      | Jeannie Tirado       |
| Itsumi           | Misaki Kuno     | Kitana Turnbull      |
| Akimune Kikuiri  | Koji Seto       | Robbie Daymon        |
| Tokimune Kikuiri | Kento Hayashi   | Isaac Robinson-Smith |
| Daisuke Sasakura | Taku Yashiro    | Jonathan Leon        |
| Atsushi Nitta    | Tasuku Hatanaka | David Errigo Jr.     |
| Yasunari Senba   | Daiki Kobayashi | Brandon Engman       |
| Yuko Sonobe      | Ayaka Saitō     | Lizzie Freeman       |
| Hina Hara        | Maki Kawase     | Valerie Rose Lohman  |
| Reina Yasumi     | Yukiyo Fujii    | Madeline Dorroh      |
| Mamoru Sagami    | Setsuji Sato    | Andrew Kishino       |

## Producción
La película está producida por MAPPA y dirigida y escrita por Mari Okada, con Yuriko Ishii en el diseño de personajes y Masaru Yokoyama compuso la banda sonora. Gran parte del personal de animación de Maquia, una historia de amor inmortal trabajó en la película. 

## Estreno
La película es distribuida por Warner Bros. Japan, que la estrenó en los cines el 15 de septiembre de 2023.  Miyuki Nakajima interpretó el tema principal de la película, "Shin-on". Netflix adquirió los derechos globales de la película y la estrenó con el nombre de Maboroshi, en su plataforma el 15 de enero de 2024. 

## Marketing
Okada escribió una novelización de la película, que Kadokawa Shoten publicó bajo su sello Kadokawa Bunko el 13 de junio de 2023. 

## Recepción
La película ganó el Premios de cine de Mainichi a la Mejor Película de Animación en 2024.